# Dagli Appennini alle Ande (film 1943)
Dagli Appennini alle Ande è un film del 1943 diretto da Flavio Calzavara.
Il film è ispirato all'omonimo racconto contenuto all'interno del romanzo Cuore di Edmondo De Amicis.

## Produzione
Prodotto da Mario Borghi per la INCINE (Industrie Cinematografiche S.A.) associato con la Scalera, il film fu girato all'interno dei stabilimenti della Titanus alla Farnesina nell'estate del 1942.

## Distribuzione
Il film venne distribuito nelle sale cinematografiche italiane il 12 febbraio del 1943.